# 에미의 들
"에미의 들"은 1993년에 개봉한 대한민국의 영화이다.

## 캐스팅
- 정영숙 : 김은년 역
- 유영국 : 김익상 역
- 정동환 : 민용철 역
- 강태기 : 종기 역
- 이청 : 홍기 역
- 전호진 : 명기 역
- 임경옥 : 동기 역
- 김나희 : 미숙 역
- 고희준 : 개코 역
- 이승일 : 이 순경 역
- 장정국 : 배 중사 역
- 홍충길 : 원 하사 역
- 김인석 : 김 중사 역
- 송인혁 : 박 중사 역
- 장재영 : 부사수 역
- 강종태 : 최 일병 역
- 이일웅 : 빨찌산대장 역
- 김기주 : 중좌 역
- 신찬일 : 빨찌산 1 역
- 노경태 : 빨찌산 2 역
- 박경득 : 나까야마 역
- 유일문 : 일본형사 역
- 안진수 : 일본순사 역
- 허기호 : 의혈단청년 역
- 최준 : 우시장노인 역
- 김경란 : 뚱실네 역
- 유은영 : 수녀 역
- 이강수 : 군의관 역
- 이현정 : 간호장교 역
- 정진관 : 어린종기 역
- 문혁 : 어린홍기 역
- 서민호 : 어린명기 역
- 하경희 : 어린동기 역